# Most přes vršovické seřaďovací nádraží
Most přes vršovické seřaďovací nádraží se nachází v Moskevské ulici. Projekt mostu vypracovala firma bratří Prášilů v červenci roku 1912 pro Rakouské státní dráhy a Státní ředitelství drah v Praze. Byl vystavěn v roce 1913 strojírnou bratří Prášilů přes tehdy rozestavěné nové seřaďovací nádraží. 

## Technické údaje
Ocelový příhradový most s horním obloukem má délku 78 m a šířku 13 m, z toho vozovka 8,5 m. Jeho konstrukce je nýtovaná.

## Rekonstrukce 2005
V roce 2005, konkrétně 19. dubna až 26. listopadu, provedla Technická správa komunikací hl. města Prahy jako investor celkovou rekonstrukci mostu. Dodavateli byly firmy Skanska DS, a. s. a MPS Mostní a pozemní stavby, s.r.o. Při rekonstrukci bylo vyměněno 130 t ocelových prvků a spotřebováno dvacet tisíc nýtů. Nové díly jsou replikami původních.